# Îlot César
L’îlot César est une îlot de Nouvelle-Calédonie appartenant administrativement à Nouméa.